# Žena za pultem
Žena za pultem (littéralement en français : La dame derrière le comptoir), est une série télévisée tchécoslovaque de normalisation de l'époque du Reálný socialismus (cs). Elle a été tournée en 1977 par le réalisateur Jaroslav Dudek (cs) sur un scénario de Jaroslav Dietl (cs).

## Synopsis
La série raconte l'histoire de la vie et des soucis d'une vendeuse ordinaire, Anna Holubová, et de ses collègues d'une épicerie. L'intrigue met en avant l'humanité, l'amitié, les relations interpersonnelles et la conscience socialiste. La série prône un socialisme authentique. Cependant, elle présente des scènes avec des comptoirs de nourriture remplis et des vendeuses serviables, ce qui ne correspond pas à la réalité de l'époque. À sa création, la série a également été critiquée pour la vie personnelle désordonnée du personnage principal. 

## Épisodes
1. Anna nastupuje
2. Příběh zeleninové Jiřinky
3. Příběh šéfova zástupce
4. Příběh řeznice Lady a skladníka Oskara
5. Příběh starého Dominika
6. Vítězství prodavačky Kaláškové
7. Příběh učednice Zuzany
8. Příběh dvou pokladních
9. Příběh důchodkyně Kubánkové
10. Příběh šéfova syna
11. Svatba lahůdkové Olinky
12. Vánoce Anny Holubové

## Distribution
- Jiřina Švorcová (cs) : Anna Holubová
- Petr Haničinec : Karel Brož
- Josef Langmiler : Jiří Holub, l'ex-mari d'Anna
- Dana Medřická : Papeřová, la mère d'Anna
- Jana Boušková : Michala Holubová, la fille d'Anna
- Jan Potměšil : Petr Holub, le fils d'Anna
- Vladimír Menšík : le directeur du magasin Václav Karas
- Hana Maciuchová : collègue d'Anna de l'épicerie fine Olina Škarapesová (plus tard Radencová)
- Zdeněk Řehoř : le directeur adjoint Vilímek
- Vladimír Hlavatý : le magasinier Frantíšek Dominik
- Jaromír Hanzlík : le magasinier Oskar Hemerlík
- Lenka Termerová : Jiřinka Romanová
- Marie Motlová : grand-mère Kubánková
- Daniela Kolářová : la caissière Soňa
- Božena Böhmová : la caissière Mlynářová
- Karolina Slunéčková : la vendeuse Zdena Kalášková
- Simona Stašová : l'apprentie Zuzana
- Kateřina Burianová : Lada Cyrilková
- Blažena Holišová : la vendeuse de légumes
- Slávka Budínová : l'épouse de Vilímka
- Soběslav Sejk : Josef
- Josef Bláha : Vavřinec
- Růžena Merunková : Kateřina Vavřincová
- Josef Somr : Jeník Kalášek
- Alois Švehlík : le chauffeur de taxi David, fiancé de Soňa
- Bedřich Prokoš : le père de Karel Brož
- Bohuš Záhorský : l'ouvrier Matějíček, plus tard mari de grand-mère Kubánková
- Věra Kubánková : Julie, l'épouse de Karas
- Petr Svojtka : Vašek, fils de Karas
- Jiřina Petrovická : Alena, la belle-sœur de Holubová
- Josef Vinklář : Zina, gendre de Dominik
- Alena Vránová : Zinová, fille de Dominik
- Jiří Hrzán : Frany Král, l'ex-petit-ami d'Olina
- Eduard Cupák : Jaromir Radenc, le mari d'Olina
- Jiří Lábus : un célibataire
- Otakar Brousek Jr. : l'apprenti Mirek
- Ladislav Frej : l'entrepreneur Radek
- Jaroslava Brousková : Petra, amie et camarade de Vasek
- Stella Zázvorková : Cyrilková, la mère de Lady
- Jana Břežková : Barbora, la petite-amie de Kalásek